# Санторин (вулкан)

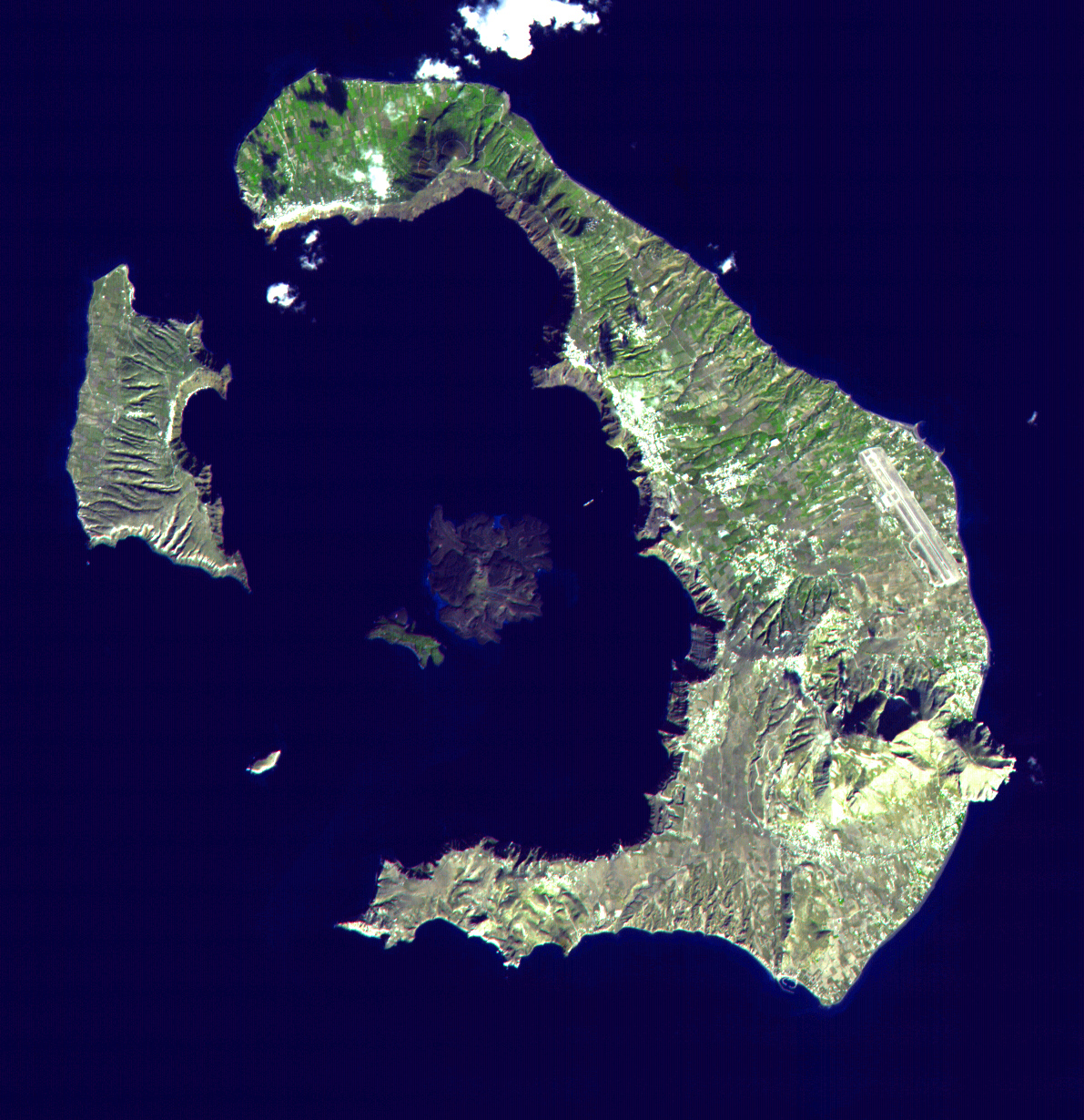
Кальдера, образовавшаяся в результате извержения

Сантори́н (греч. Σαντορίνη) — кальдера на действующем щитовом вулкане на острове Тира в Эгейском море, образовавшаяся в результате извержения, которое привело к гибели эгейских городов и поселений на островах Крит, Тира и побережье Средиземного моря. Извержение датируется 1700—1600 годами до н. э. (по разным оценкам). По шкале вулканической активности извержение имело 7 баллов, что сопоставимо с извержением Тамбора и в 3 раза сильнее извержения Кракатау 1883 года. Облако пепла простиралось на 200—1000 км. По распространённой версии, извержение, вызвавшее гигантское цунами высотой до 100 метров, уничтожило минойскую цивилизацию Крита. Существует гипотеза, что извержение легло в основу легенды об Атлантиде.

## История извержений

### Минойское извержение
Древние критяне были искусными моряками и торговцами, чей флот безраздельно господствовал в Эгейском море. Остров Тира был их метрополией, где на склонах горы Санторин находилась его столица и другие поселения. У подножия горы была гавань.
Начавшееся землетрясение предупредило жителей Тиры и они, погрузившись на свои суда, ушли с родного острова.
Извергнув колоссальное количество раскаленного пепла и пемзы, вулкан опустошил своё нутро и огромный вулканический конус, не выдержав собственного веса, вместе с опустевшими городами и дорогами на его склонах, рухнул. В образовавшуюся гигантскую пропасть хлынули морские воды. Образовалась гигантская волна цунами, которая смыла почти все прибрежные города и селения.
Гора Санторин исчезла. Огромную овальную пропасть — кальдеру вулкана заполнили воды Эгейского моря, что хорошо видно на космическом снимке.
Датировка минойского извержения до сих пор не установлена однозначно.
По дендрохронологическому датированию, мощное извержение произошло в 1628 году до н. э. Однако, геохимический отпечаток тефры из ледяных кернов Антарктиды и Гренландии, а также изучение годичных  колец щетинистой сосны из Калифорнии и дубов из Ирландии показало, что в 1628 году до н. э. сульфаты в стратосферу извергал вулкан Аниакчак II на Аляске. Это позволило сузить датировки минойского извержения до нескольких дат: 1611 год до н. э., 1562—1555 гг. до н. э. и 1538 год до н. э. Археологические свидетельства, основанные на установленной хронологии средиземноморских культур бронзового века, датируют извержение около 1525 года до н. э. Наконец, некалиброванное радиоуглеродное датирование указывает на то, что извержение произошло примерно в 1645—1600 гг. до н. э.

### Последующие извержения
Плиний Старший упоминает возникновение островов Гиера (др.-греч. Ἱερά, 197 год до н. э.) и Тия (Thia, 46—47). Тия отождествляется с островом Палеа-Камени. В 726 году произошло извержение на северо-востоке острова Тия.
В 1570—1573 годах в результате извержения возник остров Микри-Камени (, ныне часть Неа-Камени). В результате извержения в 1707—1711 годах возник Неа-Камени. Извержения на Неа-Камени происходили в 1866—1870, 1925—1926, 1928 и 1939—1941 годах. Последнее извержение на Неа-Камени произошло в январе — феврале 1950 года.

## Причины извержений
Остров Тира находится на стыке двух плит — Африканской и Евразийской, что способствует возникновению в этих областях, в том числе и на острове Тира, вулканического рельефа и проявлений вулканической активности.

## Гибель цивилизации на острове Крит
На Крите господствовало аграрное хозяйство. Жители занимались в основном земледелием. После извержения вулканический пепел накрыл все поля на Крите и положил конец земледелию, а прибрежные города и селения были смыты гигантской волной цунами, высотой до 100 метров и скоростью до 200 км/час (по другим данным, высотой до 200—260 м, не менее 15 метров). Позже, в 1450 до н. э., вспыхнувший одновременно пожар разрушил все дворцы — есть предположение, что на Крит было совершено какое-то вторжение ранее дорийского.

## Санторин в религии и литературе

### Санторин и Моисей
Согласно книге Исход, Моисей, выводя евреев из Египта, переходил через Чермное море, которое расступилось, когда Моисей попросил об этом Бога, а до этого события евреи видели в небе огненный столб. Существует версия, согласно которой огненный столб — это шлейф (достигавший 38-39 км над уровнем моря) извержения вулкана Санторин, а «расступившееся» море или ушедшее море — известное явление, когда во время прихода цунами морская вода вначале быстро уходит от берега, а затем вновь возвращается.
В то время, в более теплый период, уровень моря мог отличаться от нынешнего на несколько метров и Средиземное море могло соединятся с Красным морем. Так, согласно сообщениям Аристотеля и Страбона, уровень моря в определённый период был выше уровня дельты Нила, из-за чего прекратилось строительство Канала фараонов. Извержение супервулкана могло вызвать шторм землетрясений и извержений в сейсмически активном регионе Ближнего Востока. На правом берегу Красного моря, за Эйлатским (Акабским) заливом находится несколько потухших вулканов, которые во времена Моисея могли быть действующими. Именно один из этих вулканов и могли видеть евреи во время перехода через море (через Эйлатский залив) в виде «столпа дыма» днём и «столпа огненного» ночью. Когда они шли в северном направлении «столп дыма» был впереди, а когда повернули обратно на юг, «столп дыма» оказался сзади. Через 3 месяца после перехода евреи подошли к этому вулкану, где и увидели его во всей красе. «И восходил от неё дым как дым из печи. и вся гора сильно колебалась» (Исх. 19:18)
Критика
Цунами в Средиземном море не могло сказаться на уровне Красного моря, в то время с ним не соединявшегося. Кроме того, шлейф Санторина вряд ли мог быть виден из Египта. Библия описывает, что Моисей вёл евреев к горе Бога, извергающей дым и пламя и колебавшей землю под ногами, после чего Моисей поднимается на грохочущую гору; однако к острову Тира не существует сухопутного пути.
По некоторым признакам Исход состоялся гораздо позднее взрыва вулкана Санторин. По подсчетам на основе библейских записей это приблизительно XV век до н. э. По мнению археологов и историков Исход относится к ещё более позднему периоду — это XIV—XII вв. до н. э. Поэтому вулкан Санторин вряд ли имел отношение к этому событию.

### Санторин и Платон
В своих диалогах «Тимей» и «Критий» древнегреческий философ Платон описывает островное государство Атлантиду, погибшее когда-то давно при загадочных обстоятельствах. Существуют версии, что:
1. К гибели Атлантиды привёл именно взрыв Санторина и погружение Тиры в воды Эгейского моря.
2. Атлантида — и есть остров Тира, где находилась столица Эгейской цивилизации.